# Gnypetella placidula
Gnypetella placidula är en skalbaggsart som beskrevs av Thomas Casey 1906. Gnypetella placidula ingår i släktet Gnypetella och familjen kortvingar. Inga underarter finns listade i Catalogue of Life.